# Paolo Pucci
Paolo Renato Pucci (Roma, Italia, 21 de abril de 1935) es un nadador italiano, retirado, especializado en pruebas de estilo libre. Fue campeón de Europa en 100 metros libres en el año 1958, siendo además el primer nadador italiano en ganar ese título.
Batió el record del Europa de 100 metros libres en el año 1958 (56.0).
Participó en los Juegos Olímpicos de Melbourne 1956 tanto en natación como en waterpolo.

## Palmarés internacional
| Campeonato Europeo de Natación | Campeonato Europeo de Natación | Campeonato Europeo de Natación | Campeonato Europeo de Natación |
| Año                            | Lugar                          | Medalla                        | Prueba                         |
| ------------------------------ | ------------------------------ | ------------------------------ | ------------------------------ |
| 1958                           | Budapest ( Hungría)            | Medalla de oro                 | 100 m libre                    |
| 1958                           | Budapest ( Hungría)            | Medalla de plata               | 4 × 200 m libres               |
| 1958                           | Budapest ( Hungría)            | Medalla de bronce              | 4 × 100 m estilos              |